# Sherman Minton

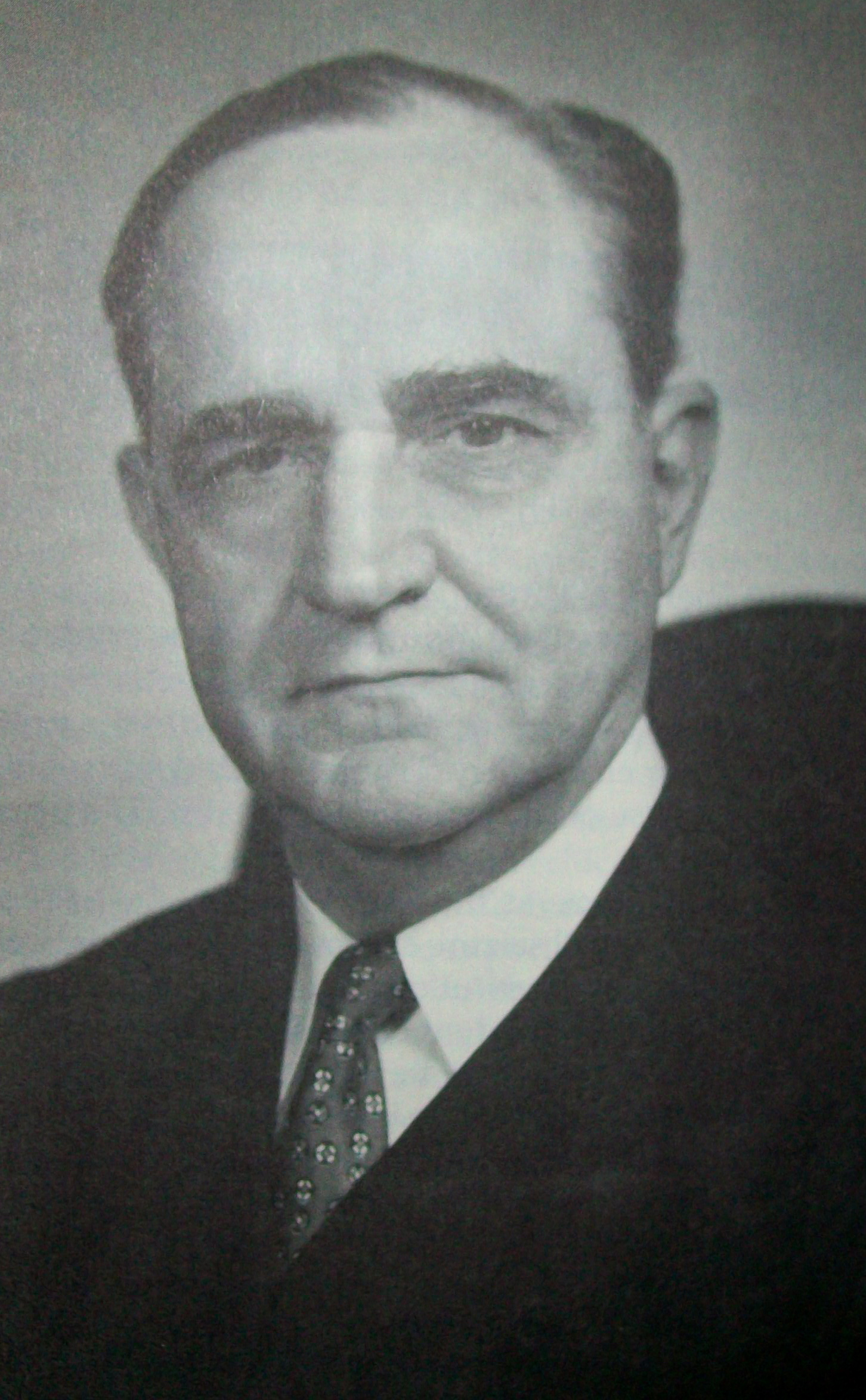
Richter Sherman Minton

Sherman Minton (* 20. Oktober 1890 in Georgetown, Floyd County, Indiana; † 9. April 1965 in New Albany, Indiana) war ein US-amerikanischer Politiker und Richter am Obersten Gerichtshof der Vereinigten Staaten.

## Biografie
Nach dem Besuch der High School in New Albany studierte er die Rechtswissenschaften an der Indiana University und schloss dieses Studium 1915 mit einem Bachelor of Laws (LL.B.) ab. 1915 wurde er als Rechtsanwalt im Staat Indiana zugelassen. Danach absolvierte er noch ein Postgraduiertenstudium an der Yale Law School und beendete dieses 1916 mit einem Master of Laws (LL.M.).

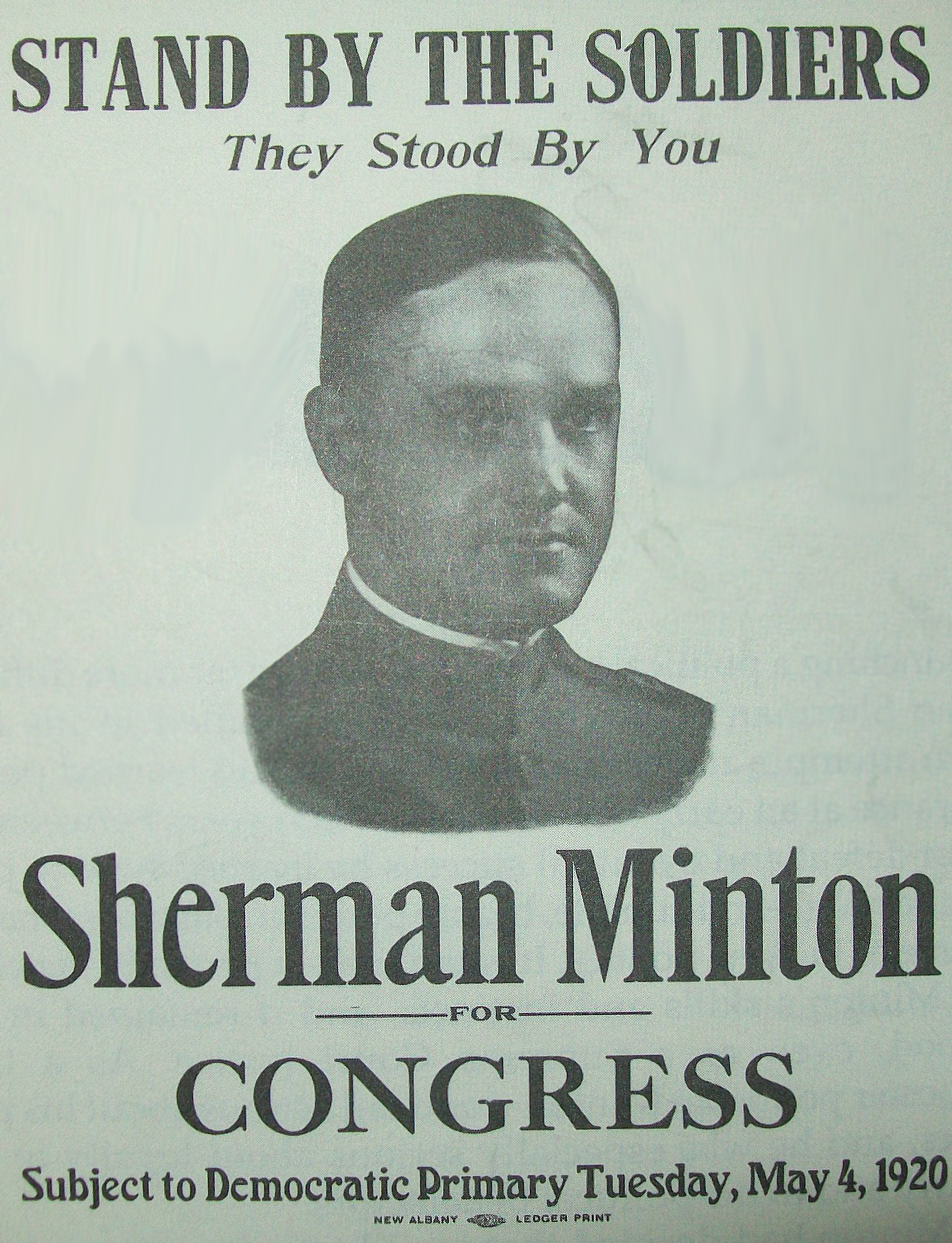
Wahlplakat von 1920

Während des Ersten Weltkrieges leistete er von 1917 bis 1919 seinen Militärdienst als Hauptmann des Motor Transport Corps der US Army ab. Im Anschluss war er noch bis 1943 Hauptmann in der United States Army Reserve. 1919 wurde er wieder Rechtsanwalt und kandidierte 1920 sowie 1930 erfolglos bei den Vorwahlen der Demokratischen Partei für die Wahlen zum US-Repräsentantenhaus. Später war er von 1933 bis 1934 im Staatsdienst von Indiana als Mitglied der Kommission für den öffentlichen Dienst (Public Service Commission).
1934 wurde er als Kandidat der Demokratischen Partei gegen den republikanischen Amtsinhaber Arthur Raymond Robinson zum US-Senator gewählt und vertrat als solcher vom 3. Januar 1935 bis zum 3. Januar 1941 die Interessen Indianas im Senat der Vereinigten Staaten.
Nach seiner Niederlage gegen den republikanischen Herausforderer Raymond E. Willis wurde er 1941 zunächst Verwaltungsassistent im Stab des Weißen Hauses. Danach war er von 1941 bis 1949 Richter am 7. United States Court of Appeals tätig, das für Berufungsverfahren in den Bundesstaaten Illinois, Indiana und Wisconsin zuständig ist.
Am 12. Oktober 1949 wurde er von US-Präsident Harry S. Truman als Richter am Obersten Gerichtshof der Vereinigten Staaten nominiert. Dieses Amt hatte er bis zu seinem Rücktritt aus Gesundheitsgründen am 15. Oktober 1956 inne. Während seiner Amtszeit als Richter wirkte er an den Verfahren mit, die unter dem Sammelbegriff Brown v. Board of Education bekannt sind.